# Dalaas
Dalaas est une commune autrichienne du district de Bludenz dans le Vorarlberg.